# Nottingham Forest Football Club
 (juin 2022).
Maillots
Actualités
Le Nottingham Forest Football Club est un club de football anglais basé à West Bridgford, près de Nottingham, fondé en 1865. Il dispute ses rencontres à domicile au City Ground.
Club historique du football britannique, Nottingham Forest connaît son heure de gloire à la fin des années 1970 et durant les années 1980, lorsque Brian Clough emmène l'équipe au sommet du football européen en remportant deux fois consécutivement la Coupe des clubs champions européens (renommée depuis Ligue des champions de l'UEFA) en 1979 et 1980.
À ce jour, c'est le seul club européen à avoir remporté davantage de fois la Coupe des clubs champions que le championnat national. Il est également le seul club ayant remporté la C1 à avoir connu une relégation en troisième division par la suite. Après vingt-trois ans passés dans les divisions inférieures, le club remonte en Premier League pour la saison 2022-2023.
L'équipe première est actuellement entraînée par le portugais Nuno Espírito Santo et menée sur le terrain par son capitaine Ryan Yates.

## Histoire

### Création et débuts (1865-1898)
En 1865, un groupe de joueurs de Shinty se réunit au Clinton Arms, un pub situé dans la rue Shakespeare à Nottingham, et y adopte la proposition de J.S. Scrimshaw de se mettre à jouer au football, donnant naissance au Nottingham Forest Football Club. Les membres fondateurs sont A. Barks, W. Brown, W.P. Brown, C.F. Daft, T. Gamble, R.P. Hawkesley, T.G. Howitt, W.I. Hussey, W.R. Lymberry, J. Milford, J.H. Rastall, W.H. Revis, J.G. Richardson, J.S. Scrimshaw et J. Tomlinson.
Lors de cette réunion, il est convenu que l'équipe achèterait une douzaine de casquettes à glands de couleur « rouge Garibaldi », du nom du chef des combattants en faveur de l'unité italienne, les « Redshirts » (Chemises rouges). Ces derniers, très populaires en Angleterre à l'époque, sont ainsi à l'origine de la couleur officielle du club, qui subsiste aujourd'hui.
Le premier match de football officiel a lieu le 22 mars 1866 contre le comté de Notts, formé en 1862. Durant les premières années qui ont suivi sa fondation, Nottingham Forest était un club omnisports. Ainsi, la section base-ball du club est notamment championne de Grande Bretagne en 1899.
Le club est reconnu pour être généreux et charitable, ce qui aida notamment la fondation de plusieurs clubs comme Liverpool, Brighton & Hove Albion ou encore Arsenal.
L'équipe dispute la FA Cup, la seule compétition de football majeure à l'époque, pour la première fois de son histoire en 1878. Le club l'emporte face au rival local Notts County au premier tour sur le score de 3-1 et atteint même les demis-finales de la compétition. L'équipe s'incline toutefois 2 buts à 1 contre Old Etonians, l'un des clubs les plus prestigieux de l'époque. La saison suivante, Forest réalise une nouvelle fois un excellent parcours en coupe mais échoue au même stade qu'en 1878, cette fois-ci face à Oxford University.

Ensuite, le club doit attendre cinq saisons avant d'atteindre une nouvelle fois le dernier carré de l'épreuve mais échoue de nouveau aux portes de la finale en 1885.

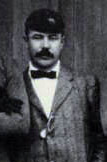
Harry Hallam, premier grand entraineur du club et vainqueur de la FA Cup en 1898.

En 1888, la Fédération anglaise de football crée la première édition du championnat anglais. La totalité des clubs participant à la première saison du championnat proviennent du nord du pays, du fait de leur choix d’avoir accepté la professionnalisation.
De ce fait, Nottingham Forest ne bénéficie pas de l'admission au sein de la Football League directement et est d’abord admis dans la Football Alliance, championnat anglais réservé aux clubs non professionnels.
Nottingham Forest remportera la troisième et dernière édition de la Football Alliance en 1892. À l’issue de la saison, le club devient professionnel et est admis par la Fédération anglaise de football dans le championnat anglais. Pour ses premières saison en tant que club professionnel, Forest réalise des saisons encourageantes en championnat. Si les parcours en FA Cup sont décevants, l'équipe se stabilise en Division 1, n'étant que très rarement inquiétée par la relégation.

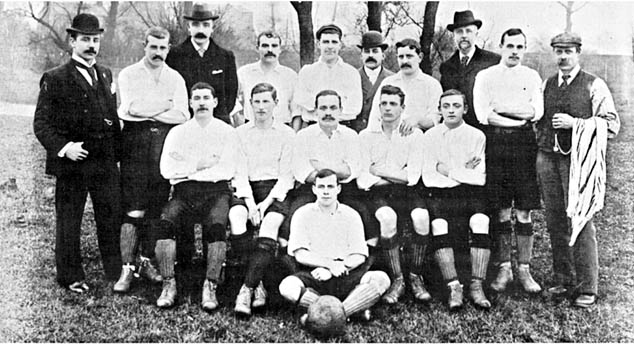
L'équipe de Nottingham Forest, vainqueur de la FA Cup en 1898.

La saison 1897-1898 marque un tournant dans la jeune histoire du club. Harry Hallam débarque sur le banc de touche pour prendre la direction de l'équipe et quelques mois plus tard, Nottingham Forest atteint pour la première fois la finale de la FA Cup en l'emportant 2-0 contre Southampton. Qualifié pour la finale, le club remporte son premier trophée en battant Derby County. Après un match nul 1-1, les deux équipes s'affrontent de nouveau à l'occasion d'un replay qui voit les hommes de Hallam prendre le meilleur sur leurs adversaires, 3-1. Cette rencontre marque alors le début d’une longue rivalité avec l’autre club des Midlands de l’Est.
À la fin de la saison, Forest engage l'attaquant gallois Grenvill Morris en provenance de Swindon Town contre un montant de 200 livres. Morris inscrira 217 buts pour Forest et deviendra meilleur buteur de l'histoire du club.
Le 3 septembre 1898, le club emménage au City Ground qui deviendra son stade historique.
Nottingham Forest est également un club pionnier dans le football anglais, en étant notamment le premier à faire utiliser des protège-tibias (bien qu’en dehors des chaussettes) à ses joueurs. En 1878, il est aussi l'un des deux clubs (avec Sheffield Norfolk) à avoir participé au premier match de l'histoire où l’arbitre utilisait un sifflet.

### Période de guerre et déclin (1899-1949)

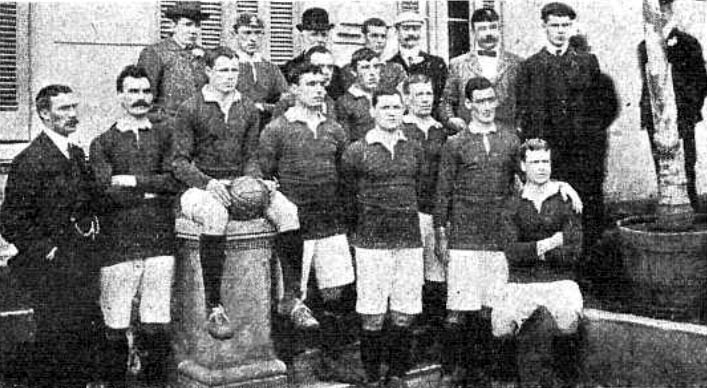
L'équipe de Nottingham Forest en 1905.

Nottingham Forest connait une période de déclin au début du XXe siècle. Malgré deux demi-finales de FA Cup en 1900 et 1902, et deux honorables quatrième et cinquième place en championnat en 1900-1901 et la saison suivante, le club commence alors peu à peu à chuter et va connaître sa première relégation lors de la saison 1905-1906.
Pour sa première saison en deuxième division lors de la saison 1906-1907, le club termine champion et retrouve donc la première division une saison seulement après l'avoir quittée. En 1909, Hallan décide de quitter son poste d'entraineur et après deux saisons passées dans le ventre mou du classement, les Reds sont de nouveau relégués en deuxième division en 1910-1911. Les résultats du club deviennent alors inquiétants et l'équipe frôle même la relégation en troisième division lors de la saison 1913-1914. Toutefois, elle est repêchée malgré sa dernière place en championnat.
À l'approche de la Première Guerre mondiale, le club éprouve de grosses difficultés sportives et financières. Finalement, le déclenchement de la guerre, combiné à la générosité des membres de leur comité va sauver le club.
Lors de la guerre, le Championnat d'Angleterre est suspendu et remplacé par une ligue régionale. Le championnat anglais ne reprendra qu'en 1919. Cette saison de reprise voit le championnat passer à vingt-deux clubs. Nottingham Forest est l'un des huit clubs à faire campagne pour être réintégré dans le championnat, étant donné son passage à vingt-deux clubs. Mais le club ne recevra que trois voix. C'est Arsenal et Chelsea qui se voient donner le droit de participer au nouveau championnat pour la saison 1919-1920.
Après avoir encore une fois frôlé la relégation en troisième division en terminant dix-huitième de deuxième division lors des saisons 1919-1920 et 1920-1921, Nottingham Forest remporte, contre toute attente, le championnat de deuxième division 1921-1922 et retrouve donc le championnat anglais. Le retour du club au sein de l'élite sera toutefois de courte durée, puisque les Reds seront de nouveau relégués à la fin de la saison 1924-1925. Forest connait alors un profond déclin. Le club enchaine les performances médiocres en championnat et est incapable de se mêler à la lutte pour la montée. 
Les championnats sont arrêtés en 1939 à la suite de l'éclatement de la Seconde Guerre mondiale, mais rien ne change après la reprise du football en 1946. Billy Walker, arrivé sur le banc de touche en 1939 ne parvient pas à empêcher le glissement que connait l'équipe et en 1949, le club connaît sa première relégation en troisième division.

### Retour au premier plan et nouveau déclin (1950-1975)

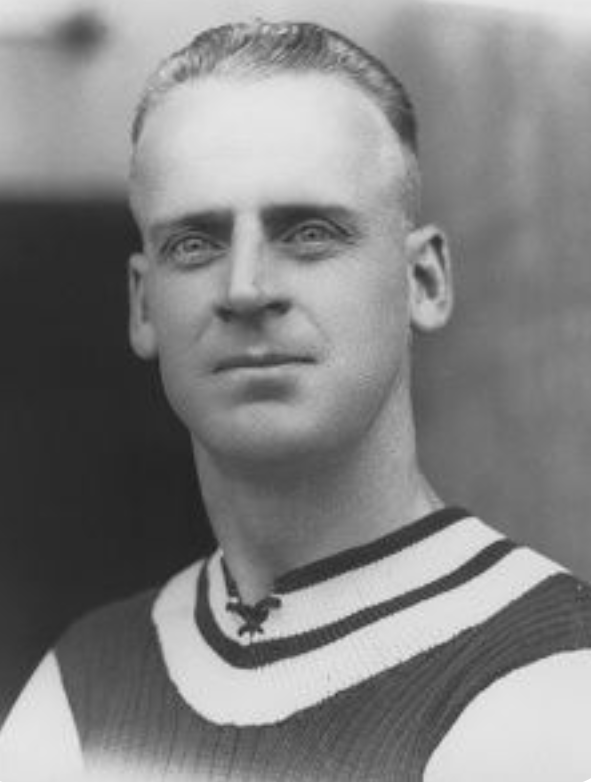
Billy Walker est l'entraineur lorsque Forest remporte sa seconde FA Cup en 1959.

Le séjour en D3 est toutefois de courte durée. En effet, deux saisons après la relégation, Nottingham, toujours emmené par Billy Walker termine champion en ayant marqué 110 buts, ce qui constitue un record, et remonte en deuxième division. Le club se stabilise alors en deuxième division, en finissant d'abord quatrième pour son retour lors de la saison 1951-1952, septième en 1952-1953 puis de nouveau quatrième en 1953-1954. C'est finalement en 1957, que Walker permet à Nottingham Forest de terminer vice-champion de deuxième division et de retrouver l'élite, 32 ans après l'avoir quittée.

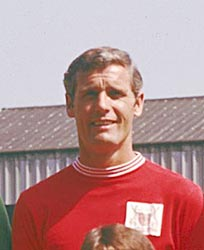
Bob Mckinlay, joueur de Forest entre 1951 et 1969 est le recordman du nombre d'apparitions avec les Reds.

Lors de sa première saison de retour en première division, Forest réalise un exercice convaincant en obtenant une dixième place. Surtout, la saison suivante, le club, emmené sur le terrain par des joueurs tels que Jack Burkitt, le capitaine, Johnny Quigley ou encore Bobby McKinlay, remporte la deuxième FA Cup de son histoire en s'imposant face à Luton Town à Wembley (2-1). Malgré ce sacre, les saisons suivantes seront sans histoire puisque le club termine 20e en 1960, années où Walker quitte le club et 14e en 1961. Il s'ensuit toutefois une première participation à une coupe d'Europe avec la Coupe des villes de foires (C3) en 1962, où le club sera éliminé dès le premier tour par le club espagnol de Valence. Le club se stabilise alors au sein de l'élite du football anglais, n'étant que très rarement concerné par la lutte pour le maintien.
Lors de la saison 1966-1967, plus d'un siècle après sa création, Nottingham Forest termine deuxième et vice-champion de première division, son meilleur classement jusqu'alors. Le club participe une deuxième fois à la Coupe des villes de foires et passe le premier tour puisqu'il est cette fois-ci sorti au deuxième tour par les suisses du FC Zurich, après avoir battu les allemands de l'Eintracht Francfort. Toutefois, après cette saison, le club connait de nouveau une chute au niveau des résultats et après avoir lutté durant trois saisons pour éviter la relégation, Nottingham Forest est relégué à l'issue de l'exercice 1971-1972. Pire encore, lors de la saison 1974-1975 le club semble se diriger tout droit vers une nouvelle descente en troisième division. Allan Brown est alors démis de ses fonctions de manager en janvier alors que l'équipe pointe à la treizième place.

### La gloire avec le duo Clough-Taylor (1975-1993)
Brown est alors remplacé le 6 janvier 1975 par Brian Clough, resté sur un échec avec Leeds, connu pour son arrogance et ses déclarations dans les médias, mais aussi pour être régulièrement en conflit avec ses différentes directions. Clough emmène avec lui Jimmy Gordon pour rejoindre son staff technique. Nottingham Forest finit la saison à la seizième place synonyme de maintien.

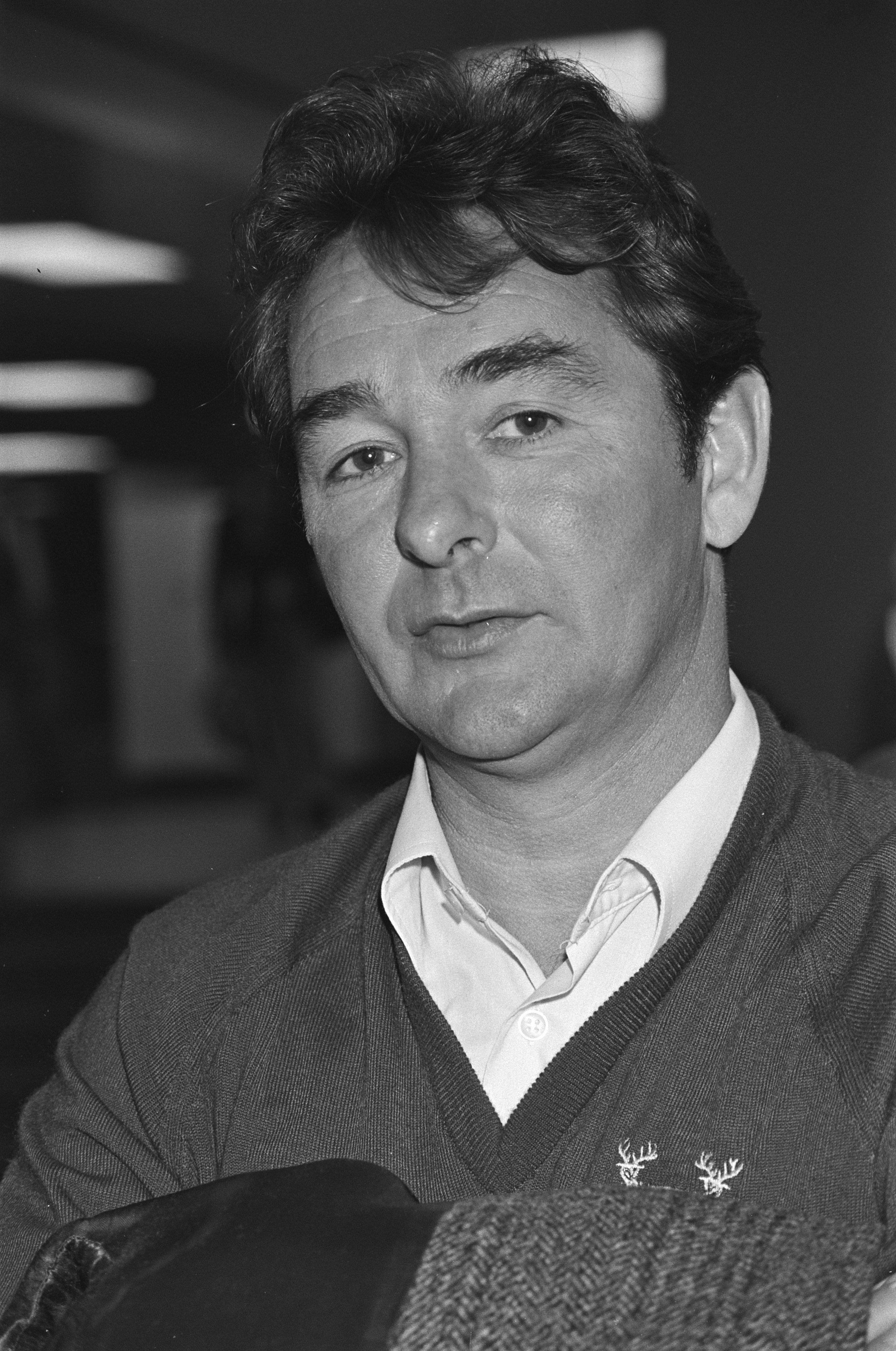
Brian Clough débarque au club en 1975.

A l'aube de sa première saison complète au City Ground, Brian Clough fait signer le duo écossais John McGovern et John O'Hare de Leeds United. Les deux joueurs faisaient auparavant partie de l'équipe de Clough à Derby County et avaient également été recrutés par ce dernier pendant son bref passage chez les Whites. Le même été, Nottingham Forest enregistre également l'arrivée du latéral Frank Clark en provenance de Newcastle United, en transfert gratuit.
Ces arrivées, associées aux joueurs talentueux déjà présents dans l'effectif tels que John Robertson, Martin O'Neill, Viv Anderson ou encore Ian Bowyer vont permettre à Clough d'avoir à sa disposition un effectif de qualité. Pour la première saison complète de Clough chez les Reds, Nottingham Forest termine à la huitième place en deuxième division pour la saison 1975-1976, bien mieux que lors du précédent exercice. C'est également au cours de cette saison que McGovern devient capitaine de l'équipe.

#### Arrivée de Peter Taylor (1976)

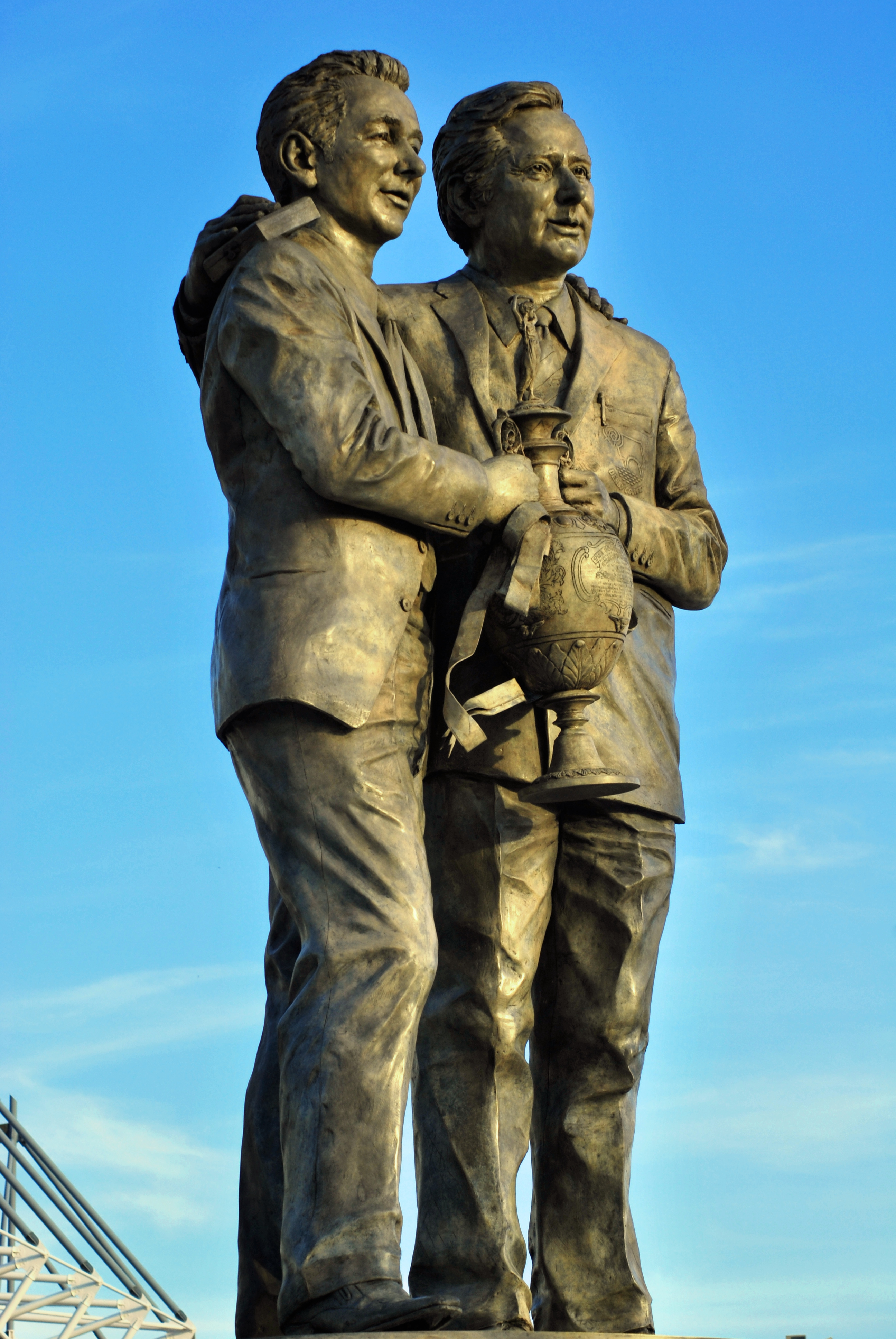
Statue de Brian Clough et Peter Taylor à Derby.

L'été 1976 marque un tournant dans l'histoire de Clough et Nottingham. En effet, le 16 juillet 1976, Peter Taylor, l'assistant de Clough à Hartlepool, Derby et Brighton décide de le rejoindre au club. Après avoir évalué les joueurs à son arrivée, Taylor déclare à Clough : « C'est un exploit pour vous de terminer huitième en deuxième division parce que certains d'entre eux ne sont que des joueurs de troisième division ». L'impact de Taylor se fait alors rapidement sentir au sein du groupe. Il s'en prend notamment à Robertson pour son manque d'hygiène alimentaire et le force à se mettre au régime.
Après un début de saison 1976-1977 difficile au cours duquel ils ne remportent pas la moindre rencontre sur les quatre premiers matchs de championnat, Nottingham Forest remporte tout de même la Coupe anglo-écossaise face à Leyton Orient en décembre. Un trophée qui n'a intrinsèquement pas une grande valeur mais Brian Clough, lui, ne l'entend pas de cette oreille, car il estime qu'il permet au club de remporter son premier titre depuis la FA Cup de 1959. C'est le premier trophée de l'ère Clough, qui déclare à ce sujet : « Ceux qui disent que c'est un trophée en bois sont des cracks. Nous avons gagné quelque chose et cela fait toute la différence. ».
L'effet du duo Clough-Taylor commence alors à se faire ressentir, et le club continue sa progression. Le 7 mai 1977, Forest l'emporte 1-0 contre Millwall au City Ground. Ce succès permet au club d'obtenir une troisième place au classement, synonyme d'accession en première division. Après cinq années passées en seconde division, le club retrouve l'élite du football anglais.

#### Forest au sommet du football anglais et européen (1977-1982)

##### Champion d'Angleterre 1978
Pour son retour en première division lors de la saison 1977-1978, Nottingham Forest commence la saison en trombe avec trois victoires en autant de matchs contre Everton, Bristol City et face à l'éternel rival Derby County. Une défaite face à Arsenal (3-0) ainsi qu'une victoire étriquée contre Wolverhampton en septembre vont toutefois inciter Clough et Taylor à renforcer le poste de gardien de but. C'est ainsi que débarque Peter Shilton contre une indemnité de 250 000 livres en provenance de Stoke City. Ce renfort semble être la dernière pièce manquante du puzzle de Clough. Si bien qu'à la mi-saison, le promu déjoue tous les pronostics et pointe à la première place du classement. Le 22 mars 1978, Nottingham affronte le Liverpool de Bob Paisley, l'une des meilleures équipes au monde, en finale de la League Cup, à Wembley. Grâce à un penalty de John Robertson, les Reds de Forest remportent leur premier trophée majeur depuis la FA Cup de 1959. Un mois plus tard, le 22 avril, Clough et ses hommes partagent les points contre Coventry City, 0-0. Ce point signifie que Nottingham Forest est sacré champion d'Angleterre pour la première fois de son histoire, se qualifiant par conséquent pour la toute première Coupe des clubs champions de son histoire la saison suivante. Ce sacre permet également à Clough de rejoindre Tom Watson et Herbert Chapman dans le cercle très fermé des entraineurs ayant réussi à remporter le titre de champion d'Angleterre avec deux clubs différents. Forest devient également, par la même occasion le premier club à réaliser le doublé Championnat-League Cup.

##### Double vainqueur de la Coupe des clubs champions européens 1979 et 1980

Nottingham Forest-Malmö, finale de la Coupe des clubs champions européens 1978-1979.

Nottingham commence la saison suivante en remportant le Charity Shield, 5-0 contre Ipswich Town. Le club réalise de nouveau un très bon début de saison mais est battu par Liverpool, le 9 décembre 1978, mettant ainsi fin à une série impressionnante de 42 matchs sans défaite en championnat.
Champion d'Angleterre en titre, Nottingham Forest découvre également la Coupe des clubs champions européens. Le club réalise alors un parcours parfait. Les joueurs de Brian Clough commencent par éliminer le champion en titre Liverpool, qu'ils avaient également détrôné l'année précédente en championnat, 2-0 sur l'ensemble des deux matchs. Ils écrasent ensuite l'AEK Athènes en huitièmes 7-2 et le Grasshopper Club Zurich, 5-2 en quarts, avant de défier Cologne en demies. Après un spectaculaire partage 3-3 en Angleterre, Clough et ses joueurs l'emportent 0-1 en terres allemandes, grâce à un but de Ian Bowyer. Ce succès permet au club de se hisser jusqu'à la finale au Stade olympique de Munich.

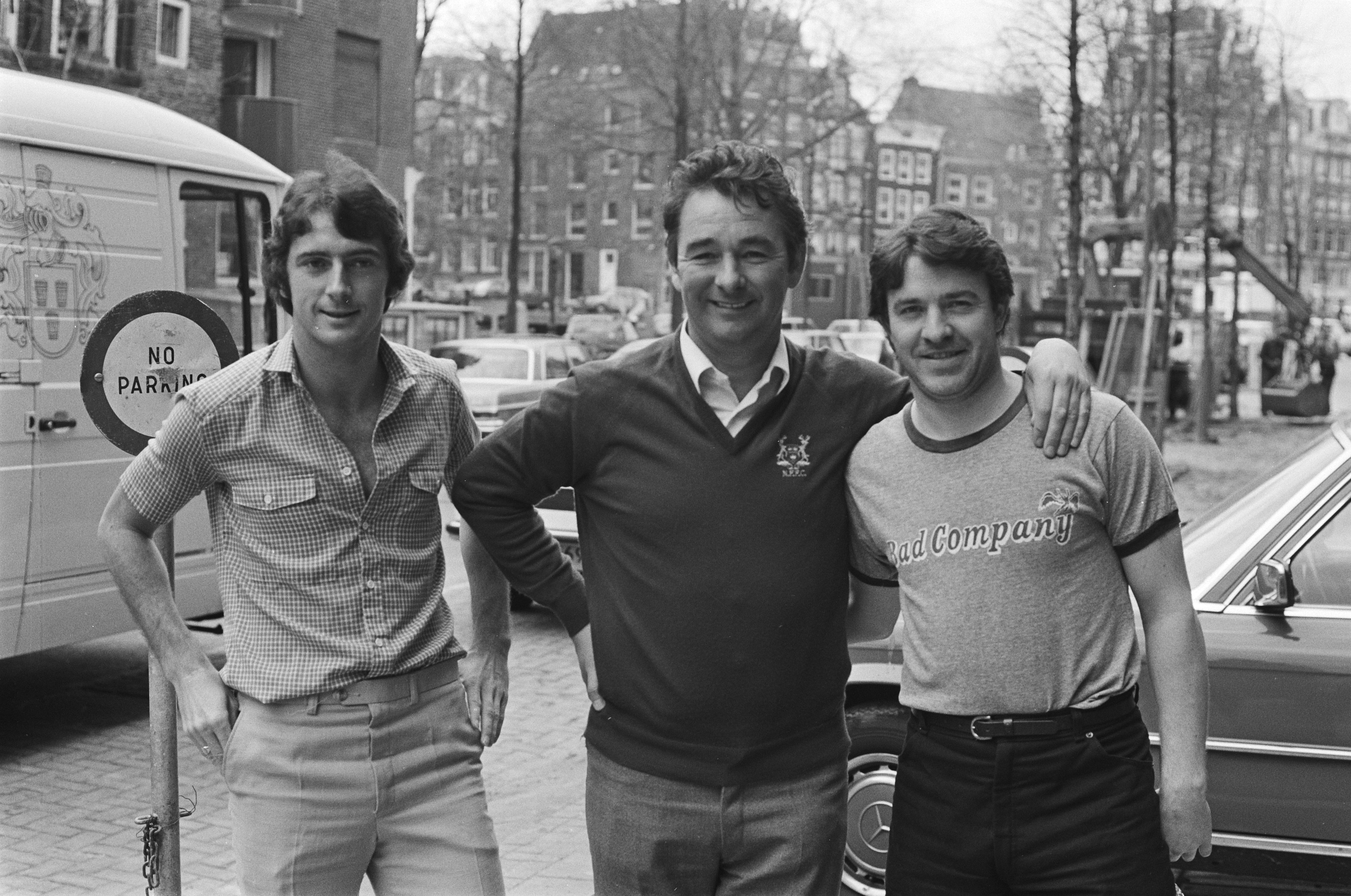
Brian Clough avec Trevor Francis et John Robertson, deux joueurs stars du club.

En finale, ils l'emportent 1-0 devant Malmö grâce notamment à un but d'une tête plongeante de Trevor Francis qui reprend un centre de Robertson. Sur le toit de l'Europe, Nottingham Forest est à son apogée, et Brian Clough ainsi que son équipe écrivent alors la plus belle page de l'histoire du club. Les Reds deviennent par ailleurs la troisième équipe à remporter la Coupe des clubs champions européens pour sa première participation après le Real Madrid et l'Inter Milan.
En championnat, Nottingham Forest ne parvient cependant pas à conserver son titre et termine vice-champion d'Angleterre derrière Liverpool. Toutefois, l'équipe remporte une nouvelle fois la Coupe de la Ligue anglaise en prenant le meilleur face à Southampton, 3-2.
Qualifié pour disputer la Coupe intercontinentale, le club décline toutefois l'invitation.
Début 1980, Nottingham Forest dispute la Supercoupe d'Europe face au FC Barcelone. Le trophée se dispute dans un format de rencontres aller-retour. Lors de la rencontre aller au City Ground, Forest l'emporte 1-0 grâce à un but de Charlie George. Au retour, le Forest se retrouve mené 1-0 mais parvient à égaliser avant la mi-temps par l'intermédiaire de Kenny Burns. Ce partage permet aux champions d'Europe en titre de remporter la Supercoupe et ainsi d'ajouter une nouvelle ligne prestigieuse à leur palmarès.

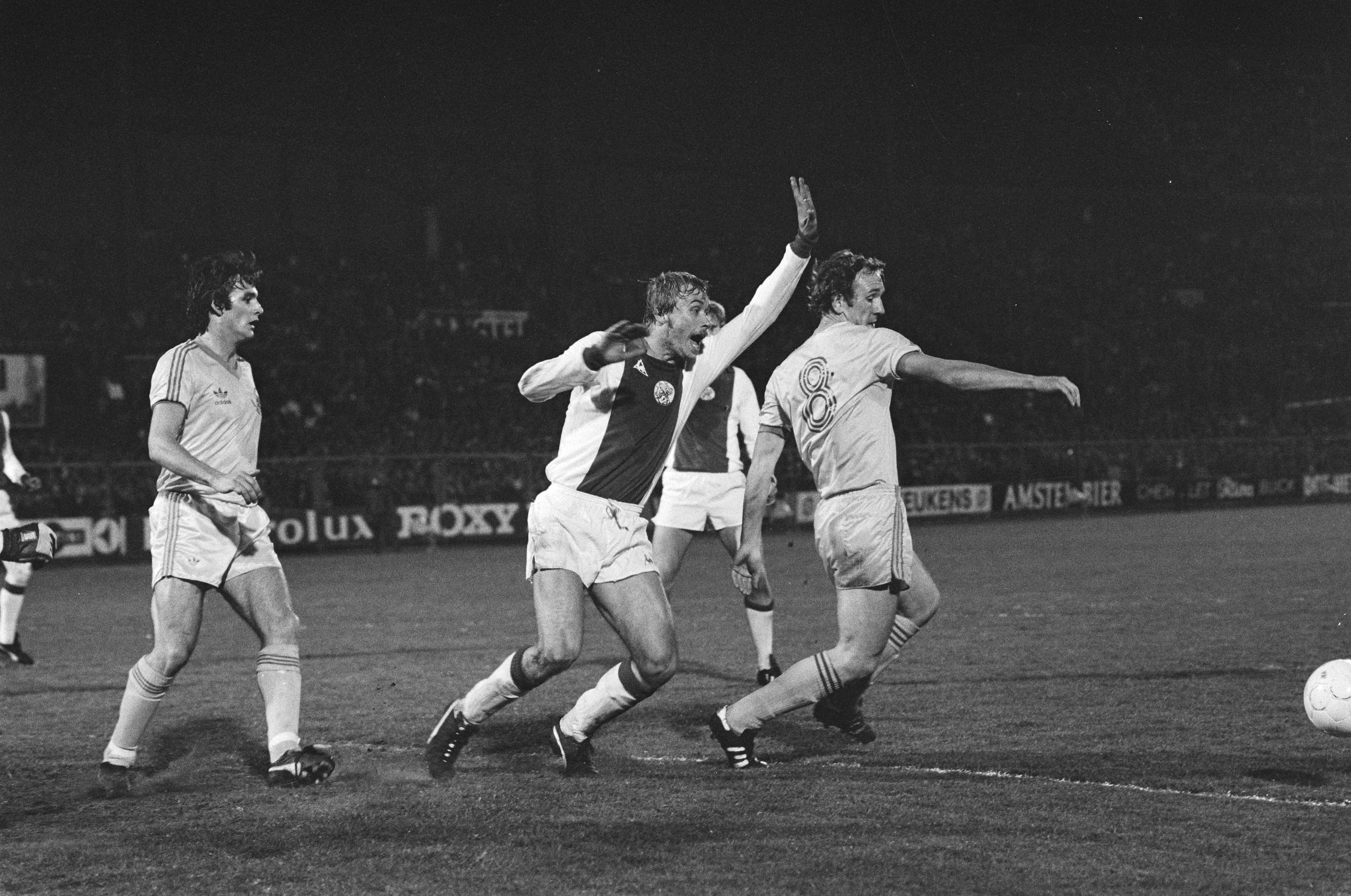
Nottingham Forest face à l'Ajax Amsterdam en demi-finale de la Coupe des clubs champions européens en 1980.

Tenant du titre, Nottingham Forest dispute à nouveau la Coupe des clubs champions européens. Ils éliminent d'abord le club suédois de Östers IF, 3-1 sur l'ensemble des deux matchs puis écarte facilement le club roumain du FC Argeș Pitești en huitièmes, 4-1. En quarts, Forest élimine le Dynamo Berlin dans la difficulté, 3-2 pour rejoindre la prestigieuse équipe de l'Ajax Amsterdam, triple vainqueur de la compétition, en demies. Les Reds l'emportent 2-0 au match aller au City Ground. La défaite 1-0 aux Pays-Bas ne change rien. Nottingham Forest se qualifie pour la seconde finale de C1 de son histoire et défendra son titre contre Hambourg SV.

Nottingham Forest-Hambourg, finale de la Coupe des clubs champions européens 1979-1980.

En finale, le club allemand fait figure de favori. John Robertson donne toutefois l'avantage aux Reds à la 19e minute. Les joueurs de Hambourg se procurent cependant énormément d'occasions franches mais le gardien Peter Shilton, au sommet de son art, arrête tout sur son passage. Les hommes de Brian Clough et Peter Taylor tiennent bon toute la rencontre et sont ainsi sacrés champions d'Europe pour la deuxième fois consécutive. Le club devient alors une référence en Europe et en Angleterre. Nottingham Forest vient d'écrire l'histoire puisqu'il reste le seul club, encore à ce jour, à avoir remporté plus de compétition européenne que de championnats nationaux. Sur la scène nationale, le bilan est un peu plus contrasté. Ayant mis toutes ses forces pour conserver son titre européen, Forest termine cinquième en championnat, à 12 points du champion, Liverpool. En League Cup, le club perd son titre en s'inclinant 1-0 en finale contre Wolverhampton.
Le club ne remportera pas une deuxième Supercoupe d'Europe consécutive, après avoir été battu par Valence. Nottingham Forest échouera également en Coupe intercontinentale devant les uruguayens du Club Nacional (0-1). En proie à des problèmes financiers, le club connait alors un léger déclin. Sur la scène européenne tout d'abord, Forest perd sa couronne en étant éliminé sans gloire, dès le premier tour contre les bulgares du CSKA Sofia. En championnat, le club termine septième, à 10 points du champion, Arsenal, et ne parvient pas non plus à réaliser de beaux parcours dans les coupes nationales. La saison suivante est encore plus mauvaise puisque Clough et ses joueurs terminent à une insignifiante douzième place au classement. Le club se retrouve alors contraint de vendre la plupart de ses meilleurs éléments pour épurer ses dettes. Trevor Francis, Peter Shilton, Martin O'Neil ou encore John McGovern quittent ainsi le club entre 1981 et 1982.

#### Départ de Taylor et premiers rôles en Angleterre (1982-1992)
En 1982 également, Peter Taylor décide de quitter son rôle d'assistant de Clough et part entrainer le rival Derby County. Toutefois, malgré cette énorme perte, Forest se reprend et parvient à terminer à une honorable cinquième place en championnat, se qualifiant ainsi pour l'édition 1983-1984 de la Coupe UEFA. La saison suivante est encore meilleure. Clough parvient à refaire de son équipe un candidat au titre mais échoue finalement à la troisième place, à six points des Reds de Liverpool. Au niveau continental, Forest connait de nouveau une belle épopée. Le club atteint encore les demi-finales de la Coupe UEFA en 1984 mais ne parvient pas à rejoindre la finale après une défaite 2-3 sur l'ensemble des deux matchs contre le club belge d'Anderlecht. Les saisons suivantes sont assez ternes pour le club qui termine 9e en 1984-1985 et 8e en 1985-1986 et 1986-1987. Clough décide alors de renouveler son effectif en promouvant en équipe première des jeunes comme Des Walker, Steve Hodge ou encore son fils Nigel et en faisant venir au club le défenseur Stuart Pearce en provenance de Coventry City et le milieu de terrain de Portsmouth, Neil Webb. Les résultats s'améliorent alors et Forest termine à une encourageante troisième place à l'issue de la saison 1987-1988. Là, le club parvient à conserver sa place sur le podium en championnat et remporte son premier trophée depuis neuf ans, en triomphant 3-1 contre Luton Town en finale de la League Cup, grâce notamment à un doublé de Nigel Clough. Le 15 avril 1989, Nottingham à rendez-vous avec Liverpool pour disputer la demi-finale de la FA Cup au stade de Hillsborough. C'est à l'occasion de ce match que se déroule la Catastrophe d'Hillsborough.
Durant la saison 1989-1990, les Reds conservent leur titre en coupe de la ligue grâce à une courte victoire 1-0 contre Oldham Athletic. Ce triomphe permet à Clough de remporter son neuvième trophée au club.
En 1991, après une saison assez terne en championnat, ponctuée à la 8e place, Brian Clough emmène son équipe en finale de la FA Cup pour la première fois depuis son arrivée au club. Les Reds ont rendez-vous avec Tottenham Hotspur, devant 80.000 supporters à Wembley. Malgré l'ouverture du score rapide de Stuart Pearce dès la 16e minute de jeu, Clough et ses hommes s'inclinent 2-1 en prolongations.
Durant l'été 1991, Forest signe l'attaquant Teddy Sheringham pour un montant record de 2 millions de livres. Le club atteint une nouvelle fois la finale de la League Cup en 1992 mais s'incline 1-0 contre Manchester United.
La saison 1992-1993 démarre difficilement pour Forest. Malgré une victoire 1-0 contre Liverpool lors de la première journée, l'équipe doit attendre la mi-octobre pour obtenir un nouveau succès en championnat. Le club est alors englué dans les bas-fonds du classement et doit se battre pour son maintien. En avril 1993, Clough annonce que cette saison sera sa dernière sur le banc du City Ground après 18 ans à la tête du club. Début mai, après une défaite 2-0 contre Sheffield United, le club est officiellement relégué en seconde division.

### Départ de Clough et descente aux enfers (1993-2007)
Le club confie alors la succession de Clough à Frank Clark, ancien défenseur de l'équipe. L'opération remontée est une réussite puisque le club retrouve immédiatement l'élite à l'issue de la saison 1993-1994 en terminant deuxième. Après une remontée express, les Reds retrouvent donc la Premier League dès 1994-1995 et impressionnent les observateurs en accrochant une surprenante troisième place. Ce résultat leur permet d'ailleurs de retrouver la coupe d'Europe. Le club réalise une saison 1995-1996 correcte en terminant 9e et surtout, en atteignant les quarts de finale de la Coupe UEFA, où il est éliminé par le futur vainqueur, le Bayern Munich. 
L'embellie est toutefois de courte durée et le club va se précipiter lentement vers une longue descente aux enfers. À l'issue d'une saison 1996-1997 chaotique, qui voit Clark quitter le club en décembre et être remplacé provisoirement par Stuart Pearce, Forest est une nouvelle fois relégué en seconde division. Malgré une nouvelle remontée immédiate grâce au titre de champion de seconde division en 1998, le déclin du club se confirme inévitable en 1999 avec une nouvelle relégation. Il s'ensuit alors une période d'instabilité sur le banc de touche puisqu'entre 1997 et 2005, sept entraineurs différents se succèdent au club. Aucun d'entre eux ne parvient à faire remonter Forest en Premier League et à l'issue de la saison 2004-2005, le club est relégué en League One, l'équivalent de la troisième division, devenant ainsi le premier club de l'histoire vainqueur la Ligue des champions à descendre aussi bas dans la hiérarchie nationale. Après une septième place obtenue en 2006, le club est tout proche de remonter en Championship en 2007. Sous la direction de Colin Calderwood, les Reds terminent quatrièmes de la phase classique du championnat, se qualifiant ainsi pour les playoffs. En demi-finale, contre Yeovil Town, l'équipe s'impose 2-0 au match aller mais s'écroule totalement au retour en s'inclinant 5-2 après prolongations.

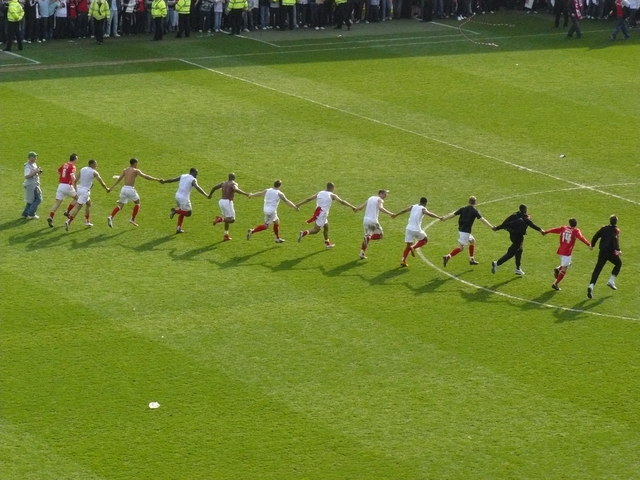
Les joueurs de Forest fêtant leur montée en Championship en 2008.

Ce n'est toutefois que partie remise puisque dès la saison suivante, Calderwood parvient à mener ses hommes à une deuxième place synonyme de promotion automatique, après une victoire 3-2 contre Yeovil Town FC, le 3 mai 2008.

### Remontée et stagnation en Championship (2008-2022)
L'équipe éprouve toutefois des difficultés pour son retour en seconde division. L'équipe est à la lutte pour le maintien et Calderwood quitte son poste en décembre 2008. Il est remplacé par Billy Davies qui parvient à sauver le club en terminant 19e.
La saison 2009-2010 est quant à elle nettement plus convaincante. Nottingham termine 3e, assurant sa place en play-offs, mais est toutefois éliminé dès les demi-finales par Blackpool. Avec l'objectif d'un retour en Premier League, un projet de rénovation du stade City Ground débute à l'été 2020.
Le club retrouve toutefois les play-offs la saison suivante mais est de nouveau éliminé au stade des demi-finales, cette fois-ci par Swansea City. Davies quitte alors le club et est remplacé par l'ancien sélectionneur de l'Angleterre, Steve McClaren. Les résultats seront toutefois catastrophiques et McClaren quitte son poste dès le mois d'octobre 2011 en laissant le club à la lutte contre la relégation. Steve Cotterill débarque alors sur le banc de touche et parvient à maintenir l'équipe en Championship.
Nigel Doughty, propriétaire du club depuis 1999, décède le 4 février 2012. Nottingham Forest est alors racheté en juillet 2012 par la famille Al-Hasawi, du Koweït. La nouvelle direction décide de confier le poste d'entraineur à l'irlandais Sean O'Driscoll. Toutefois, après un match nul 0-0 en décembre 2012 contre Brighton, Forest se retrouve à la 9e place au classement, bien loin des ambitions des nouveaux propriétaires. Ces derniers décident alors de licencier O'Driscoll au soir du Boxing Day, et ce malgré un succès 4-2 contre Leeds United. Le club engage ensuite l'écossais Alex McLeish pour occuper le poste d'entraîneur. Ancien grand joueur, McLeish arrive avec une bonne réputation puisqu'il a auparavant entraîné plusieurs clubs prestigieux tels que les Rangers ou Aston Villa.

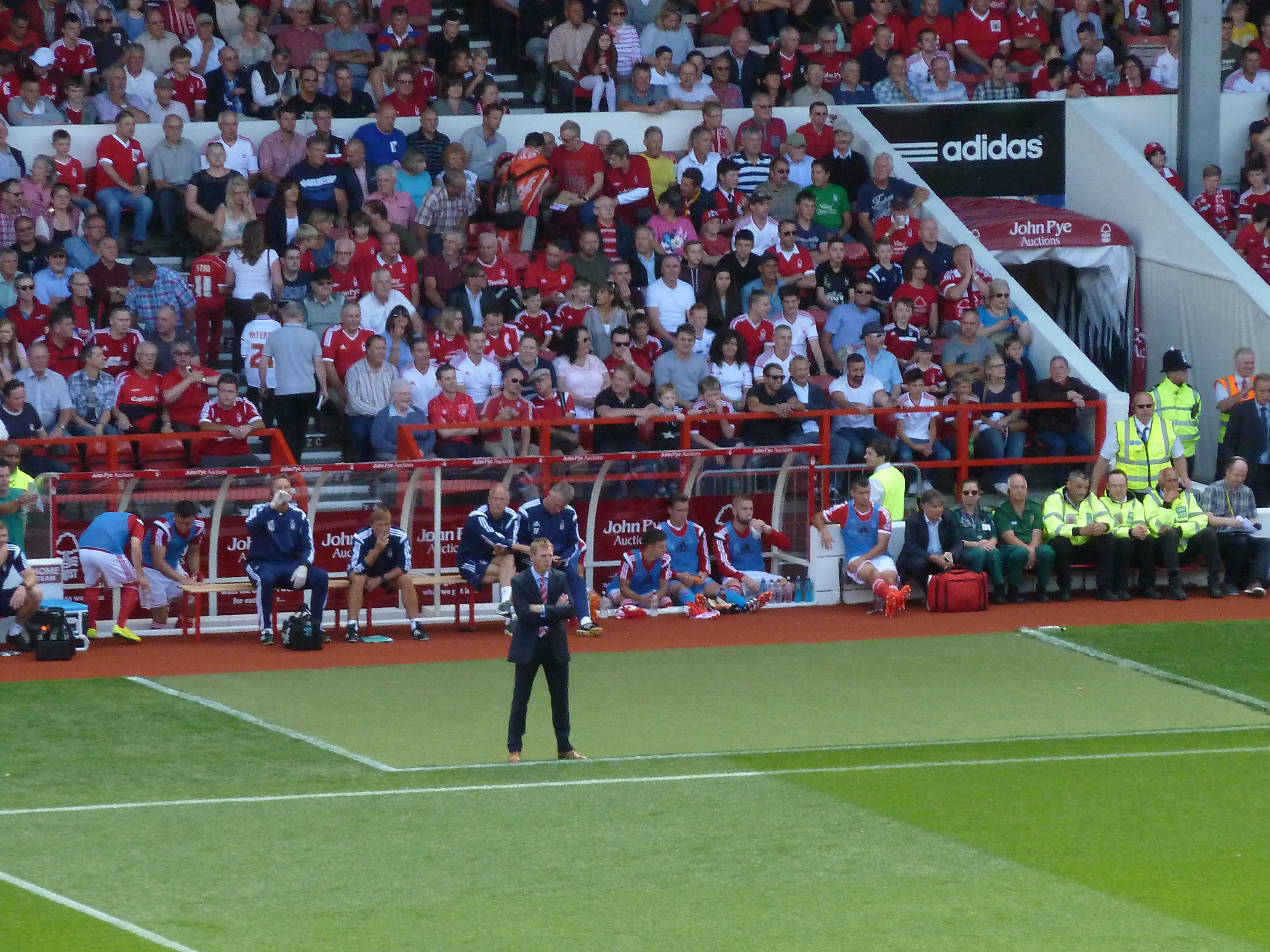
Stuart Pearce sur le banc de Forest en août 2014.

Son séjour au City Ground est toutefois de courte durée puisque le 5 février 2013, soit 40 jours après son arrivée, McLeish et Forest décident de mettre un terme à leur coopération par consentement mutuel.
Le club se tourne alors vers Billy Davies, de retour à peine 20 mois après son licenciement pour prendre la succession de Mcleish. Le club termine alors cette saison chaotique en interne à une honorable 8e place. En mars 2014, après un cinglant revers contre le rival, Derby County, Davies est démis de ses fonctions. Gary Brazil assure alors l'intérim et à l'été 2014, l'ancienne gloire du club, Stuart Pearce, revient sur le banc de touche pour occuper le poste de manager, cette fois-ci de façon permanente. Cependant, les résultats ne seront pas à la hauteur et Pearce est licencié en février 2015, remplacé par un autre ancien joueur du club, Dougie Freedman. Freedman ne parviendra pas non plus à s'inscrire dans la durée au club et sera licencié en mars 2016 après une défaite 3-0 contre Sheffield United.
Durant l'été 2016, le club engage Philippe Montanier qui devient par la même occasion le premier entraîneur du club non originaire des Îles Britanniques. Les résultats sont toutefois décevants et il quitte son poste sept mois après son arrivée. Cette période coïncide avec un net recul des performances du club. En effet, depuis la 8e place obtenue en 2013, le club ne parvient plus à terminer dans la première moitié de tableau et termine même la saison 2017 à la 17e place et le supporteurs manifestent de plus en plus leur mécontentement contre la nouvelle direction.
Le magnat grec de l'industrie navale Evangelos Marinakis, déjà propriétaire du club grec de l'Olympiakos, rachète la majorité du club au mois de mai 2017.

### Retour en Premier League, vingt-trois ans après (depuis 2022)

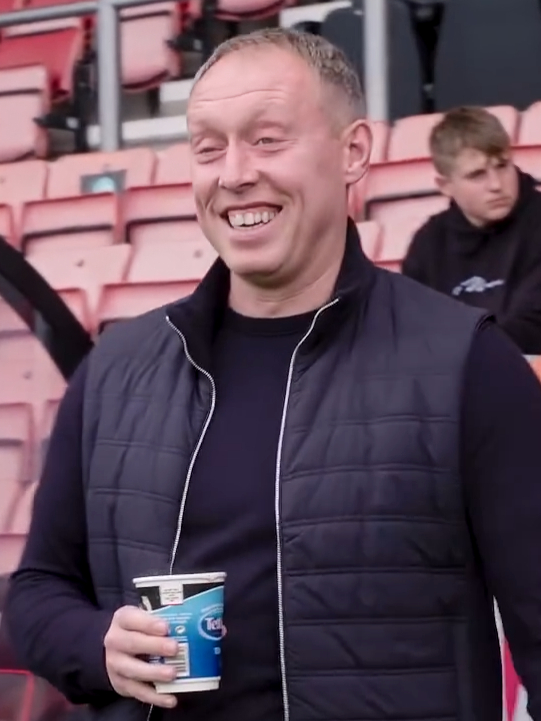
Steve Cooper parvient à faire remonter le club en Premier League en 2022.

Après un début de saison 2021-2022 catastrophique qui voit le club végéter à la dernière place en championnat, la direction prend la décision de se séparer de Chris Hughton. Arrive alors à City Ground l'entraîneur gallois Steve Cooper, champion du monde U17 avec les U17 anglais en 2017 et auteur de bonnes performances avec Swansea City. Très vite, la dynamique s'inverse et Cooper parvient à remettre l'équipe sur le droit chemin. D'abord éloigné de la zone rouge, Forest s'installe dans le ventre mou du classement avant de se rapprocher de plus en plus du top 6, synonyme de qualification pour les play-offs.
Auteur d'une seconde partie de saison remarquable, Cooper et ses hommes manquent de peu d'obtenir la promotion automatique en s'inclinant contre Bournemouth. Finalement qualifié pour les play-offs, Nottingham s'impose lors des demi-finales contre Sheffield United aux tirs au but grâce notamment à Brice Samba qui arrêtera 3 des 5 tirs au but de Sheffield.
Le 29 mai, les Reds ont rendez-vous face à Huddersfield à Wembley pour le match le plus important de leur histoire récente. Au terme d'une rencontre relativement pauvre en spectacle, Nottingham l'emporte 1-0 contre les Terriers et remonte officiellement en Premier League, vingt-trois ans après l'avoir quittée.

## Bilan sportif

### Palmarès
Nottingham Forest est le seul club à avoir remporté plus de fois la Coupe des clubs champions européens que son propre championnat national (il était qualifié pour la C1 1979-1980 en tant que vainqueur de l'édition précédente). C'est également le seul club ayant été sacré champion d'Europe à être descendu en 3e division nationale par la suite.
| Championnats nationaux | Coupes nationales | Compétitions internationales |
| - Championnat d'Angleterre (1) : - Champion : 1978 - Vice-champion : 1967 et 1979 - Troisième : 1984, 1988, 1989 et 1995 - Championnat d'Angleterre de D2 (3) : - Champion : 1907, 1922 et 1998 - Vice-champion : 1957 et 1994 - Troisième : 1977 et 2010 - Championnat d'Angleterre de D3 (1) : - Champion : 1951 - Vice-champion : 1958 et 2008 - Football Alliance (1) : - Vainqueur : 1892 | - Coupe d'Angleterre (2) : - Vainqueur : 1898 et 1959 - Finaliste : 1991 - Coupe de la ligue anglaise (4) : - Vainqueur : 1978, 1979, 1989 et 1990 - Finaliste : 1980 et 1992 - Charity Shield (1) : - Vainqueur : 1978 - Finaliste : 1959 - Full Members Cup (2) : - Vainqueur : 1989 et 1992 | - Coupe des clubs champions (2) : - Vainqueur : 1979 et 1980 - Supercoupe d’Europe (1) : - Vainqueur : 1979 - Finaliste : 1980 - Coupe intercontinentale : - Finaliste : 1980 - Coupe anglo-écossaise (1) : - Vainqueur : 1977 |

### Bilan européen
Légende
- Victoire ou qualification pour le tour suivant
- Match nul
- Défaite ou élimination de la compétition

Note : dans les résultats ci-dessous, le score du club est toujours donné en premier.
| Saison    | Compétition                | Tour                | Club                | Domicile | Extérieur | Total  |
| --------- | -------------------------- | ------------------- | ------------------- | -------- | --------- | ------ |
| 1961-1962 | Coupe des villes de foires | Seizièmes de finale | Valence CF          | 1 - 5    | 0 - 2     | 1 - 7  |
| 1967-1968 | Coupe des villes de foires | 32es de finale      | Eintracht Francfort | 4 - 0    | 1 - 0     | 5 - 0  |
| 1967-1968 | Coupe des villes de foires | Seizièmes de finale | FC Zurich           | 2 - 1    | 0 - 1     | 2 - 2E |
| 1978-1979 | Coupe des clubs champions  | Seizièmes de finale | Liverpool FC        | 2 - 0    | 0 - 0     | 2 - 0  |
| 1978-1979 | Coupe des clubs champions  | Huitièmes de finale | AEK Athènes         | 5 - 1    | 2 - 1     | 7 - 2  |
| 1978-1979 | Coupe des clubs champions  | Quarts de finale    | Grasshopper Zurich  | 4 - 1    | 1 - 1     | 5 - 2  |
| 1978-1979 | Coupe des clubs champions  | Demi-finales        | FC Cologne          | 3 - 3    | 1 - 0     | 4 - 3  |
| 1978-1979 | Coupe des clubs champions  | Finale              | Malmö FF            | 1 - 0    | 1 - 0     | 1 - 0  |
| 1979      | Supercoupe de l'UEFA       | Finale              | FC Barcelone        | 1 - 0    | 1 - 1     | 2 - 1  |
| 1979-1980 | Coupe des clubs champions  | Seizièmes de finale | Östers IF           | 2 - 0    | 0 - 0     | 2 - 0  |
| 1979-1980 | Coupe des clubs champions  | Huitièmes de finale | Argeş Piteşti       | 2 - 0    | 2 - 1     | 4 - 1  |
| 1979-1980 | Coupe des clubs champions  | Quarts de finale    | Dynamo Berlin       | 0 - 1    | 3 - 1     | 3 - 2  |
| 1979-1980 | Coupe des clubs champions  | Demi-finales        | Ajax Amsterdam      | 2 - 0    | 0 - 1     | 2 - 1  |
| 1979-1980 | Coupe des clubs champions  | Finale              | Hambourg SV         | 1 - 0    | 1 - 0     | 1 - 0  |
| 1980      | Supercoupe de l'UEFA       | Finale              | Valence CF          | 2 - 1    | 0 - 1     | 2 - 2E |
| 1980-1981 | Coupe des clubs champions  | Seizièmes de finale | CSKA Sofia          | 0 - 1    | 0 - 1     | 0 - 2  |
| 1983-1984 | Coupe UEFA                 | 32es de finale      | Vorwärts Francfort  | 2 - 0    | 1 - 0     | 3 - 0  |
| 1983-1984 | Coupe UEFA                 | Seizièmes de finale | PSV Eindhoven       | 1 - 0    | 2 - 1     | 3 - 1  |
| 1983-1984 | Coupe UEFA                 | Huitièmes de finale | Celtic FC           | 0 - 0    | 2 - 1     | 2 - 1  |
| 1983-1984 | Coupe UEFA                 | Quarts de finale    | Sturm Graz          | 1 - 0    | 1 - 1 ap  | 2 - 1  |
| 1983-1984 | Coupe UEFA                 | Demi-finales        | RSC Anderlecht      | 2 - 0    | 0 - 3     | 2 - 3  |
| 1984-1985 | Coupe UEFA                 | 32es de finale      | Club Bruges         | 0 - 0    | 0 - 1     | 0 - 1  |
| 1995-1996 | Coupe UEFA                 | 32es de finale      | Malmö FF            | 1 - 0    | 1 - 2     | 2E - 2 |
| 1995-1996 | Coupe UEFA                 | Seizièmes de finale | AJ Auxerre          | 0 - 0    | 1 - 0     | 1 - 0  |
| 1995-1996 | Coupe UEFA                 | Huitièmes de finale | Olympique lyonnais  | 1 - 0    | 0 - 0     | 1 - 0  |
| 1995-1996 | Coupe UEFA                 | Quarts de finale    | Bayern Munich       | 1 - 5    | 1 - 2     | 2 - 7  |
| 2025-2026 | Ligue Europa               | Phase de ligue      |                     | -        | -         | -      |
| 2025-2026 | Ligue Europa               | Phase de ligue      |                     | -        | -         | -      |
| 2025-2026 | Ligue Europa               | Phase de ligue      |                     | -        | -         | -      |
| 2025-2026 | Ligue Europa               | Phase de ligue      |                     | -        | -         | -      |
| 2025-2026 | Ligue Europa               | Phase de ligue      |                     | -        | -         | -      |
| 2025-2026 | Ligue Europa               | Phase de ligue      |                     | -        | -         | -      |
| 2025-2026 | Ligue Europa               | Phase de ligue      |                     | -        | -         | -      |
| 2025-2026 | Ligue Europa               | Phase de ligue      |                     | -        | -         | -      |

## Rivalités

### Rivalité avec Notts County

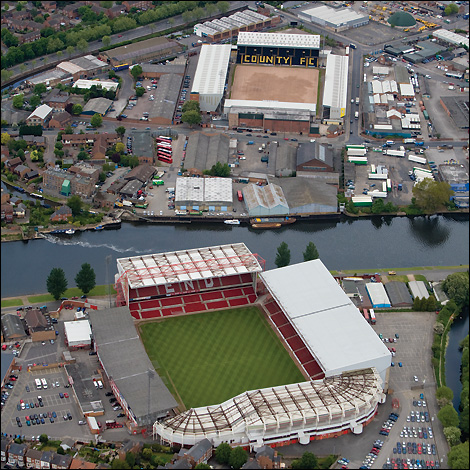
Vue aérienne des stades des deux équipes.

Au sein de Nottingham, il existe un derby très local avec le proche voisin de Notts County, que Forest rencontre dans le cadre du Derby de Nottingham (Les stades des deux clubs, le City Ground de Forest et Meadow Lane de Notts County se trouvent à moins de 275 mètres l'un de l'autres, étant juste séparés par la Trent). Les deux clubs font partie des plus anciens au monde, le premier affrontement entre les deux remontant au 22 mars 1866, à l'occasion d'un match amical soldé sur le score de 0-0.
La première rencontre officielle entre les deux équipes eut lieu le 16 novembre 1878 lors d'une rencontre de FA Cup. Ce match vit la victoire de Forest 3-1. Le premier match de championnat entre les Reds et leurs rivaux fut quant à lui disputé le 8 octobre 1892 et fut remporté par Notts County, 3-1. A ce jour, la dernière rencontre de championnat remonte au 12 février 1994, match que Nottingham Forest remporta 2-1.
En 2011, les deux clubs se rencontrent au premier tour de la League Cup. Au terme d'un spectaculaire partage 3-3, Forest prend le meilleur sur son rival aux tirs au but. Les deux clubs n'ayant que très peu évolué dans les mêmes divisions ces dernières années, les confrontations se font rares.
Au total, 94 rencontres officielles furent disputées entre Forest et Notts County. Les Reds mènent 40 victoires à 30 tandis que 24 matchs se sont soldés sur un partage.

### Rivalité avec Derby County
L'autre principal rival est le club voisin de Derby County, situé à 25 km.
La première rencontre officielle entre les deux clubs date du 1er octobre 1892, au Racecourse Ground. Cette rencontre vit Forest l'emporter sur le score de 3-2. C'est surtout durant les années 1970 que la rivalité s'intensifia fortement, lorsque Brian Clough, vainqueur du championnat d'Angleterre avec Derby décida de rejoindre Forest. Cette rencontre est d'ailleurs officieusement surnommée « The Brian Clough derby ».
En 1982, Peter Taylor, adjoint de Clough à Nottingham quitte le club pour devenir manager principal de Derby.
Au total, 133 rencontres, officielles et amicales, ont été disputées dans ce derby. Nottingham Forest possède un très court avantage au niveau des confrontations directes avec 50 victoires contre 49 pour Derby, et 35 partages.
Au niveau des trophées remportés, Forest mène largement la danse avec 15 titres majeurs, contre 4 pour les Rams.

### Autres rivalités
Le club entretient également une rivalité avec un autre club des Midlands de l'Est, Leicester City. Le 21 avril 1909, les deux équipes s'affrontent au City Ground et Nottingham pulvérise son adversaire sur le score de 12-0. Au niveau des confrontations directes, Leicester mène d'une courte tête avec 40 victoires contre 38 pour Nottingham.
Autrefois, Liverpool fut également un rival important lorsque les deux formations évoluaient ensembles en Premier League. Durant la fin des années 1970 et le début des années 1980, Forest fut l'un des seuls clubs à parvenir à briser l'hégémonie de Liverpool sur la scène nationale et européenne. De plus, c'est à l'occasion d'une rencontre entre les deux clubs que se déroula la tragédie de Hillsborough, causant la mort de 96 supporters des Reds de la Mersey.

## Personnalités historiques du club

### Entraîneurs
Le tableau suivant présente la liste des entraîneurs du club depuis 1889.
| Rang | Nom                     | Période   |
| ---- | ----------------------- | --------- |
| 1    | Harry Radford           | 1889-1897 |
| 2    | Harry Haslam            | 1897-1909 |
| 3    | Fred Earp               | 1909-1912 |
| 4    | Bob Masters             | 1912-1925 |
| 5    | John Baynes             | 1925-1929 |
| 6    | Stan Hardy              | 1930-1931 |
| 7    | Noel Watson             | 1931-1936 |
| 8    | Harold Wightman         | 1936-1939 |
| 9    | Billy Walker            | 1939-1960 |
| 10   | Andy Beattie            | 1960-1963 |
| 11   | Johnny Carey            | 1963-1968 |
| 12   | Matt Gillies            | 1969-1972 |
| 13   | Dave Mackay             | 1972-1973 |
| 14   | Allan Brown             | 1973-1975 |
| 15   | Brian Clough            | 1975-1993 |
| 16   | Frank Clark             | 1993-1996 |
| 17   | Stuart Pearce (intérim) | 1996-1997 |
| 18   | Dave Bassett            | 1997-1999 |
| 19   | Micky Adams (intérim)   | 1999      |
| 20   | Ron Atkinson            | 1999      |
| 21   | David Platt             | 1999-2001 |
| 22   | Paul Hart               | 2001-2004 |
| 23   | Joe Kinnear             | 2004      |
| 24   | Mick Harford (intérim)  | 2004-2005 |

| Rang | Nom                                | Période     |
| ---- | ---------------------------------- | ----------- |
| 25   | Gary Megson                        | 2005-2006   |
| 26   | F Barlow & Ian McParland (intérim) | 2006        |
| 27   | Colin Calderwood                   | 2006-2008   |
| 28   | John Pemberton (intérim)           | 20082009    |
| 29   | Billy Davies                       | 2009-2011   |
| 30   | Steve McClaren                     | 2011-2011   |
| 31   | Steve Cotterill                    | 2011-2012   |
| 32   | Sean O'Driscoll                    | 2012        |
| 33   | Alex McLeish                       | 2012-2013   |
| 34   | Billy Davies                       | 2013-2014   |
| 35   | Gary Brazil (intérim)              | 2014        |
| 36   | Stuart Pearce                      | 2014-2015   |
| 37   | Dougie Freedman                    | 2015-2016   |
| 38   | Paul Williams                      | 2016        |
| 39   | Philippe Montanier                 | 2016-2017   |
| 40   | Mark Warburton                     | 2017        |
| 41   | Aitor Karanka                      | 2018-2019   |
| 42   | Martin O'Neill                     | 2019        |
| 43   | Sabri Lamouchi                     | 2019-2020   |
| 44   | Chris Hughton                      | 2020-2021   |
| 45   | Steve Cooper                       | 2021-2023   |
| 46   | Nuno Espírito Santo                | Depuis 2023 |

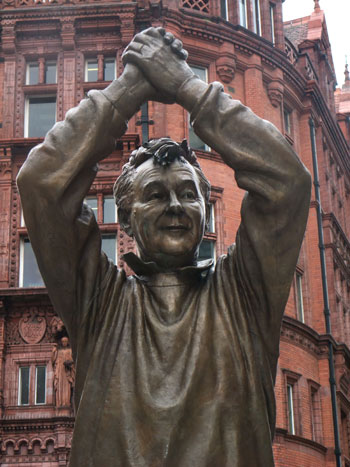
Statue de Brian Clough dans les rues de Nottingham.

### Effectif professionnel actuel
En grisé, les sélections de joueurs internationaux chez les jeunes mais n'ayant jamais été appelés aux échelons supérieurs une fois l'âge-limite dépassé ou les joueurs ayant pris leur retraite internationale.

### Joueurs de l'année
| Année | Gagnant       |
| ----- | ------------- |
| 1977  | Tony Woodcock |
| 1978  | Kenny Burns   |
| 1979  | Garry Birtles |

| Année | Gagnant               |
| ----- | --------------------- |
| 1980  | Larry Lloyd           |
| 1981  | Kenny Burns           |
| 1982  | Peter Shilton         |
| 1983  | Steve Hodge           |
| 1984  | Chris Fairclough (en) |
| 1985  | Jim McInally          |
| 1986  | Nigel Clough          |
| 1987  | Des Walker            |
| 1988  | Nigel Clough          |
| 1989  | Stuart Pearce         |

| Année | Gagnant              |
| ----- | -------------------- |
| 1990  | Des Walker           |
| 1991  | Stuart Pearce        |
| 1992  | Des Walker           |
| 1993  | Steve Sutton (en)    |
| 1994  | David Phillips       |
| 1995  | Steve Stone          |
| 1996  | Stuart Pearce        |
| 1997  | Colin Cooper         |
| 1998  | Pierre van Hooijdonk |
| 1999  | Alan Rogers (en)     |

| Année | Gagnant              |
| ----- | -------------------- |
| 2000  | Dave Beasant         |
| 2001  | Chris Bart-Williams  |
| 2002  | Gareth Williams (en) |
| 2003  | David Johnson        |
| 2004  | Andy Reid            |
| 2005  | Paul Gerrard (en)    |
| 2006  | Ian Breckin (en)     |
| 2007  | Grant Holt           |
| 2008  | Julian Bennett (en)  |
| 2009  | Chris Cohen          |

| Année | Gagnant         |
| ----- | --------------- |
| 2010  | Lee Camp        |
| 2011  | Luke Chambers   |
| 2012  | Garath McCleary |
| 2013  | Chris Cohen     |
| 2014  | Andy Reid       |
| 2015  | Michail Antonio |
| 2016  | Dorus de Vries  |
| 2017  | Eric Lichaj     |
| 2018  | Ben Osborn      |
| 2019  | Joe Lolley      |

### Joueurs emblématiques
En 1997 et 1998, un vote fut organisé afin d'élire le meilleur onze de l'histoire de Forest à l'occasion de la sortie du livre "The Official History of Nottingham Forest". Les onze élus sont : 

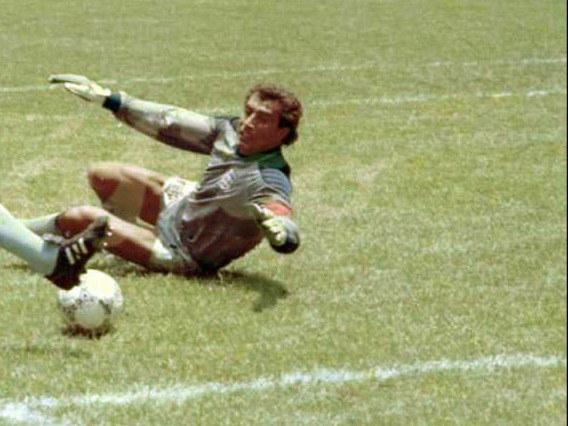
Peter Shilton
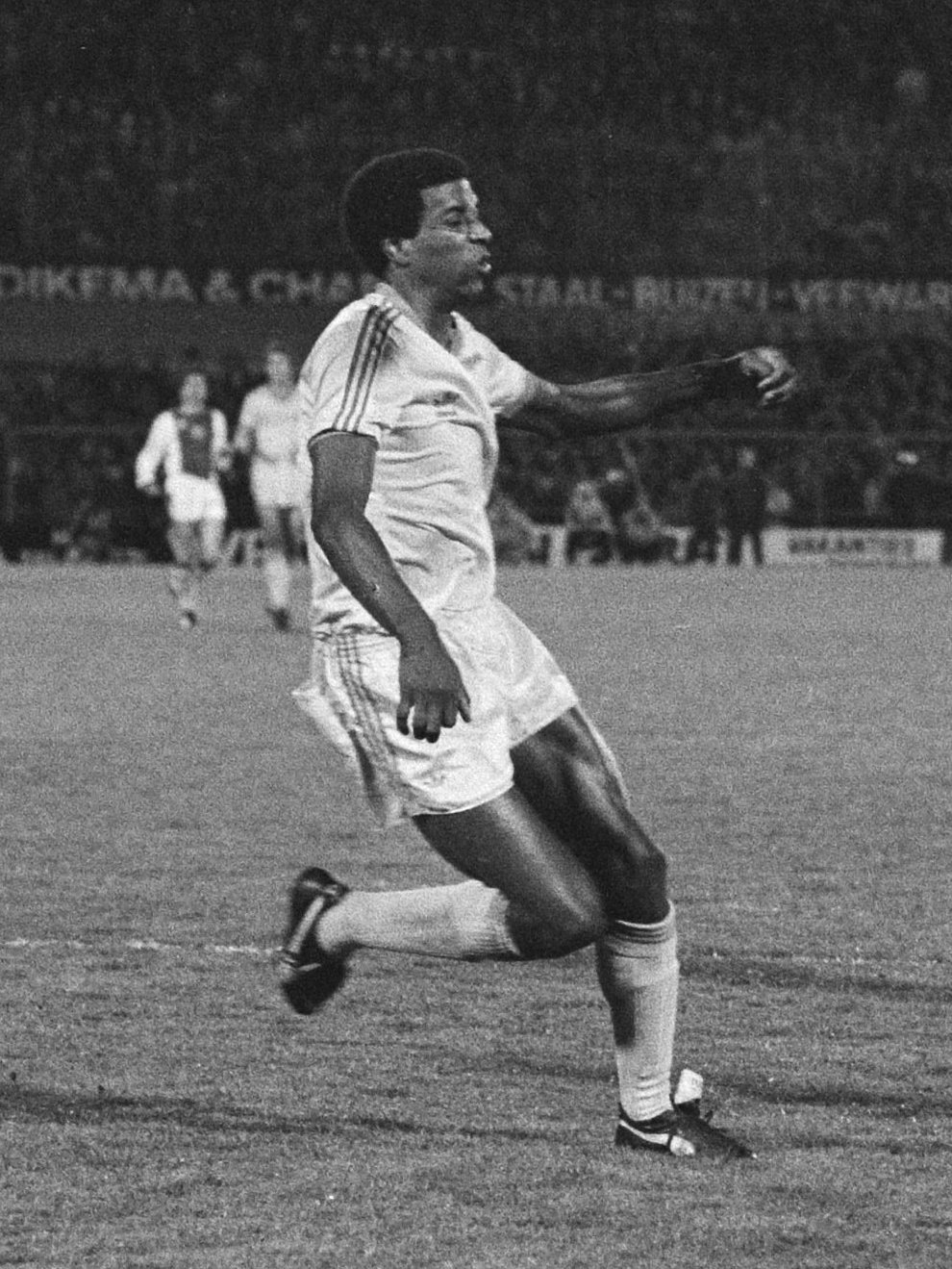
Viv Anderson
- Des Walker
- Kenny Burns
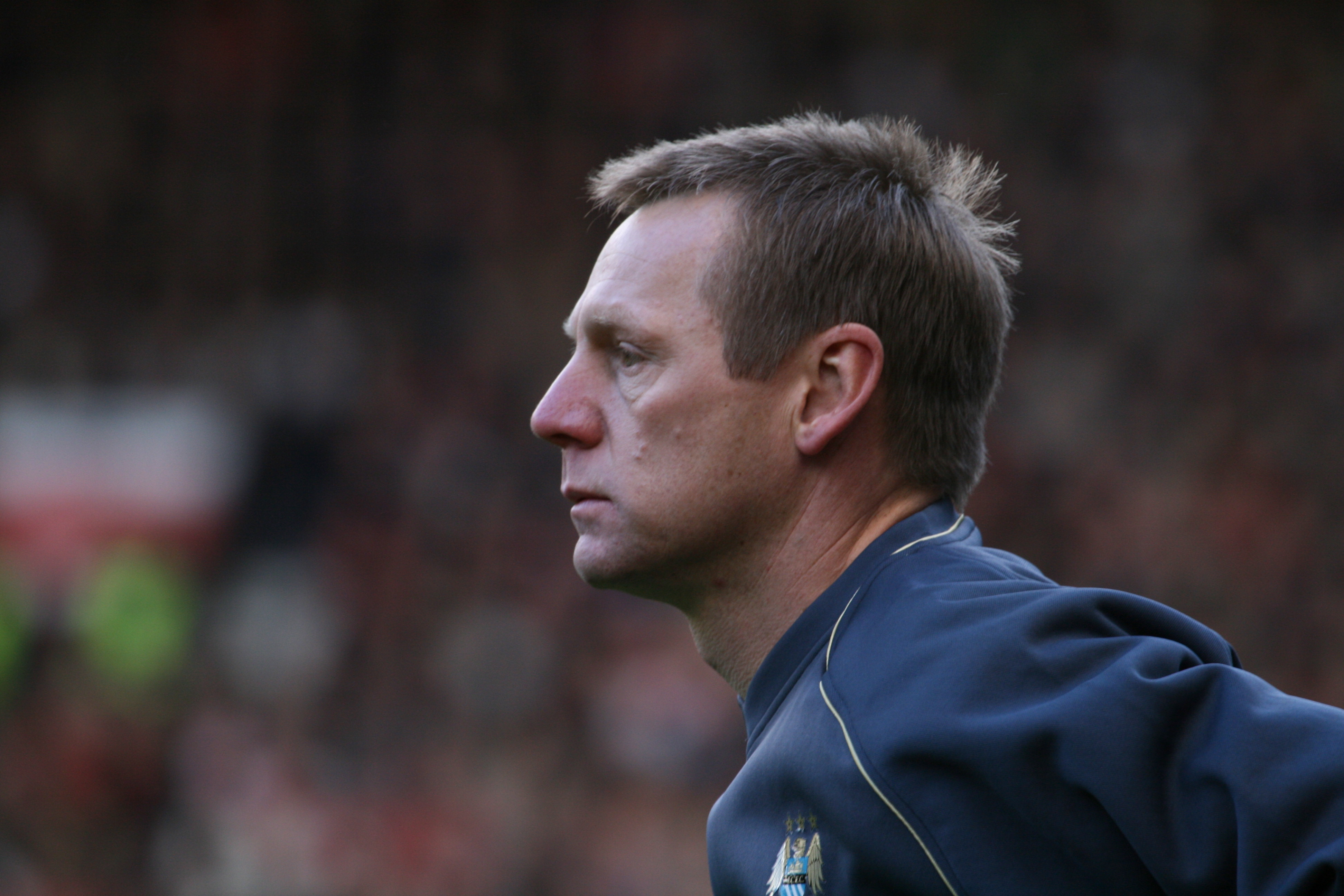
Stuart Pearce
- Martin O'Neill
- Roy Keane
- Archie Gemmill
- Ian Storey-Moore (en)
- Trevor Francis
- John Robertson

- Peter Shilton
- Viv Anderson
- Stuart Pearce

## Structures du club

### Stade

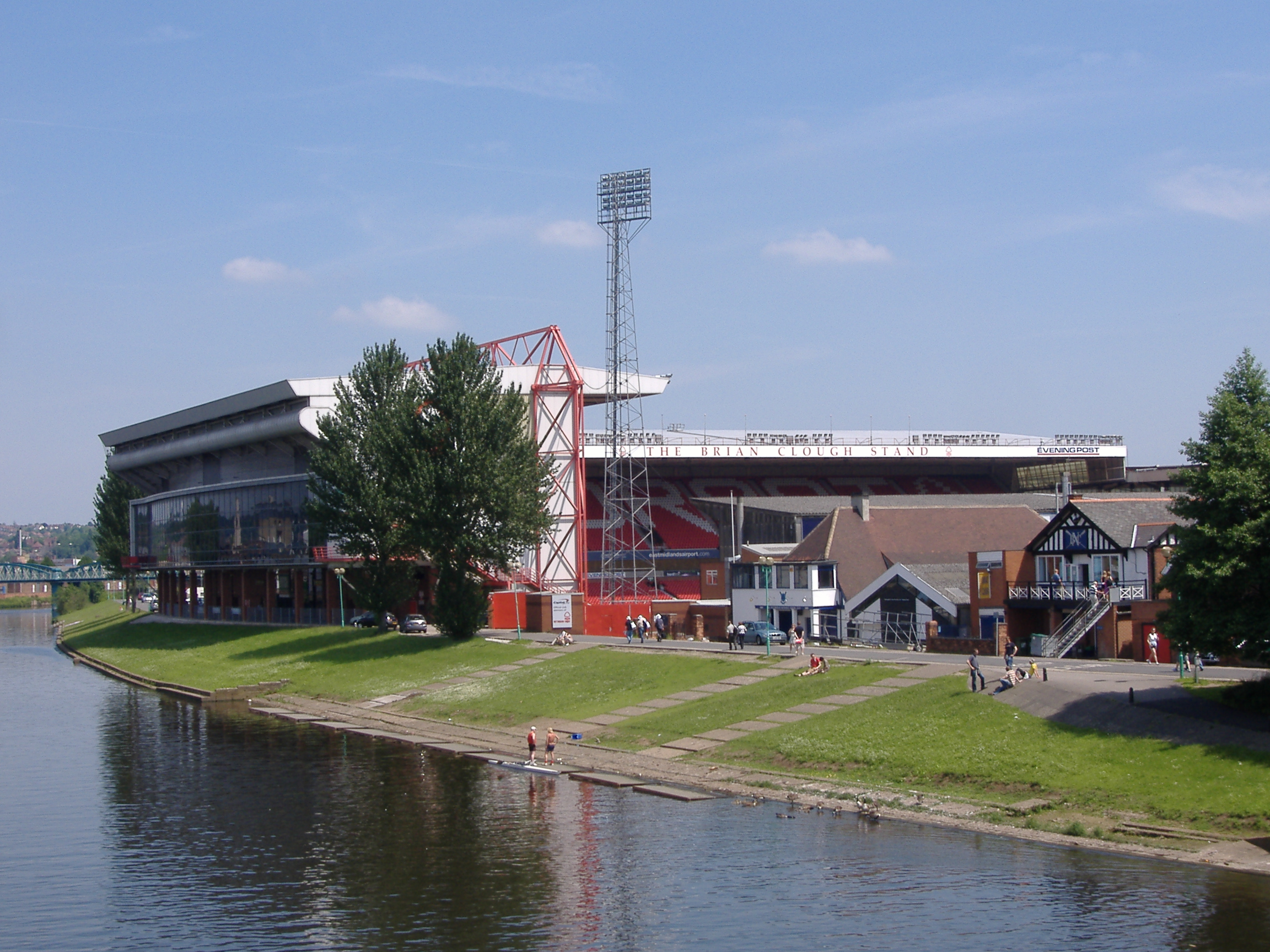
Vue extérieure du City Ground.

Nottingham Forest a joué ses premières années sur différents terrains. Ils ont commencé à l'hippodrome de Forest avant de déménager en 1879 à Castle Ground et Meadows. Entre 1873 et 1885, ils ont fait des courts passages à Trent Bridge, au Parkside Ground et au Gregory Ground, avant d'occuper le Town Town avec une certaine continuité entre 1890 et 1895.

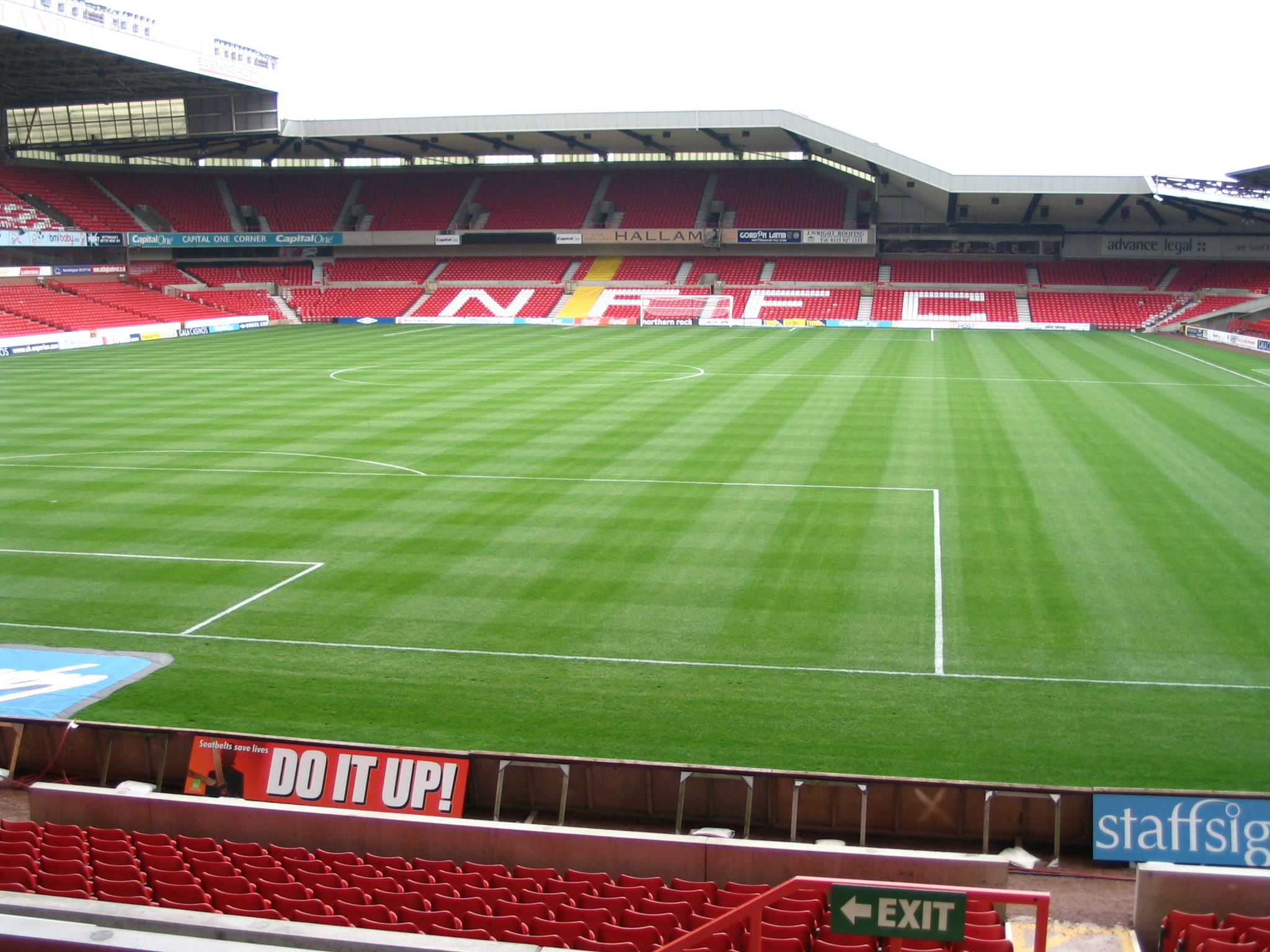
Le stade vu de l'intérieur.

Nottingham Forest s'installe au City Ground le 3 septembre 1898. Pour obtenir les 3 000 £ nécessaires à la construction du stade, le club demanda à ses supporters de souscrire au New Ground Scheme à hauteur de 5 £. Le club récolta ainsi 2 000 £.
Le City Ground accueille l'Équipe d'Angleterre en 1909 pour un match face au Pays de Galles. Entre 1899 et 1956, le stade reçoit six demi-finales de la FA Cup, traditionnellement jouées sur terrain neutre. Le record d'affluence est de 49.946 personnes ayant assisté à la rencontre entre Nottingham Forest et Manchester United le 28 octobre 1967.
Le 24 aout 1968, un incendie se déclara en plein match dans l'une des tribunes. Malgré la présence de plus de 30.000 supporters, aucun blessé n'est à déplorer.
Le City Ground est situé à moins de 275 m, en traversant la Trent, du Meadow Lane, le stade du Notts County Football Club, le second club de Nottingham.
Avec l'objectif d'un retour en Premier League, un projet de rénovation du stade City Ground devait débuter à l'été 2020. Toutefois, à l'été 2022, les travaux n'ont toujours pas commencé. Sa capacité actuelle est de 30 576 places.

### Équipementiers et sponsors
Après 27 ans comme équipementier du club, Umbro met un terme à son partenariat. C'est Adidas qui reprend le partenariat au début de la saison 2013-2014.
Au début de la même saison, Fawaz International Refrigeration & Air Conditioning Company entreprise basée au Koweït et appartenant à la famille Fawaz, propriétaire du club, devient le sponsor maillot pour une saison (plus une avec option) .
Depuis la saison 2018-2019, le club est équipé par l'équipementier italien Macron.